# Le Perche

Gebiet des Perche

Le Perche ist eine historische Grafschaft im Norden Frankreichs, deren Name aber auch heute noch als Landschaftsbezeichnung in Gebrauch ist.

## Geografie

### Lage

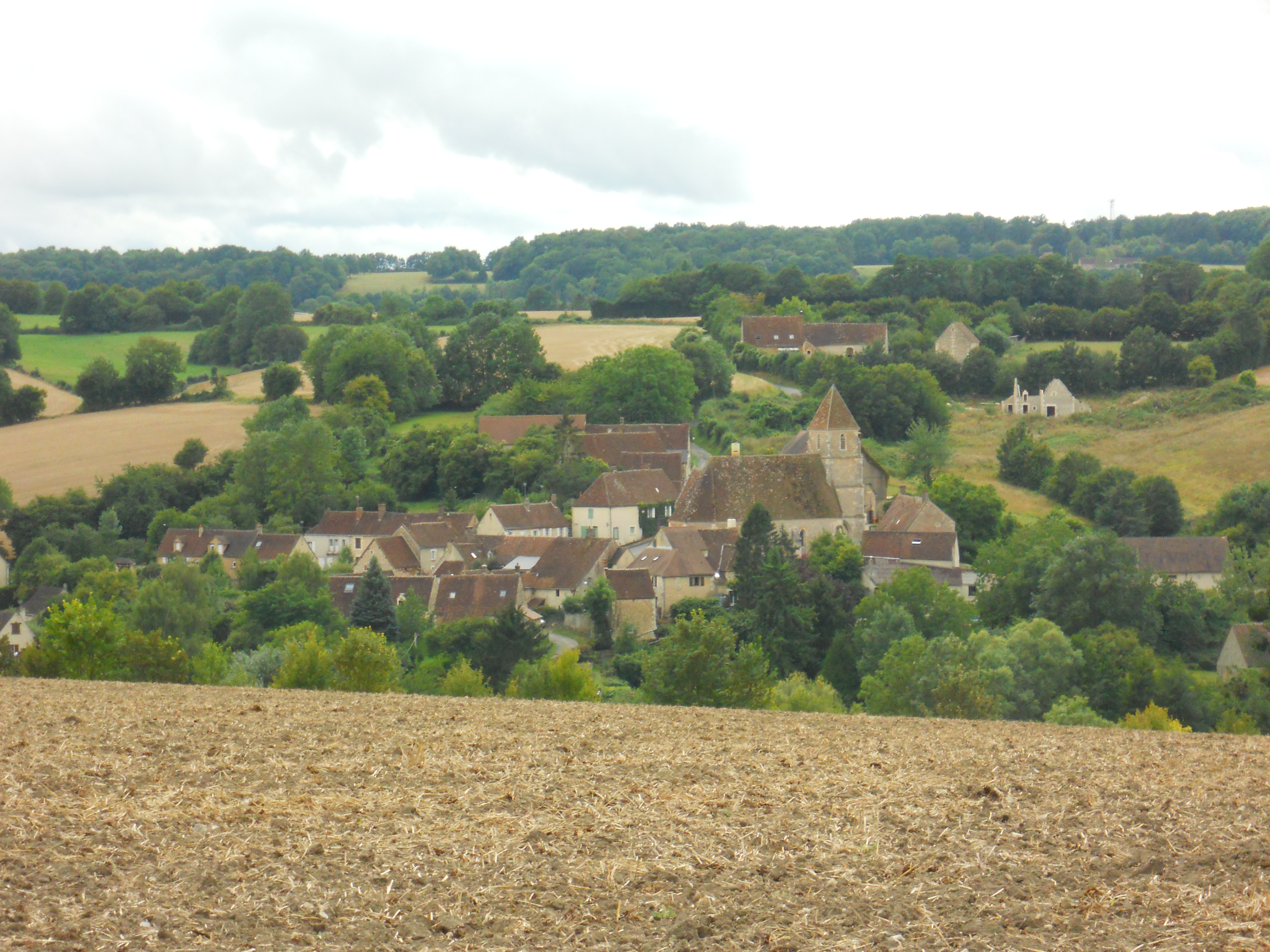
Dorf Vichères im südlichen Perche

Der Perche liegt im Westen des Pariser Beckens bzw. im Süden der Normandie. Er umfasst den Osten des normannischen Départements Orne (Region Normandie) und den Westen des Départements Eure-et-Loir (Region Centre-Val de Loire). Südlich dieses Gebietes grenzen zudem die Landschaften Le Perche-Gouët und Le Perche Vendômois an.

### Landschaft
Le Perche ist ein Hügelland, dessen höchste Erhebung eine Höhe von nur 301 m erreicht; die durchschnittliche Höhe der Orte liegt bei ca. 150 m. Das Gebiet des Perche war früher ein Waldland (Sylva Pertica); heute ist es hauptsächlich ein durch Hecken (bocage) strukturiertes Weidewirtschaftsgebiet, bei der die früher bedeutende Pferdezucht (siehe Percheron-Pferd) mittlerweile durch Milchwirtschaft und Schweinezucht abgelöst wurde. Eine Industrialisierung fand nicht statt. Heute sind große Teile des Perche im Regionalen Naturpark Perche integriert. Der Perche beruht in der Hauptsache auf der Wirtschaftskraft der in den zahlreichen Dörfern lebenden Landwirte; Hauptorte des Perche sind Nogent-le-Rotrou (ca. 10.000), Mortagne-au-Perche (ca. 4000) und Bellême (ca. 1500). Wichtigste Flüsse sind die Eure, der Huisne, ein Nebenfluss der Sarthe, und die Même.

## Geschichte

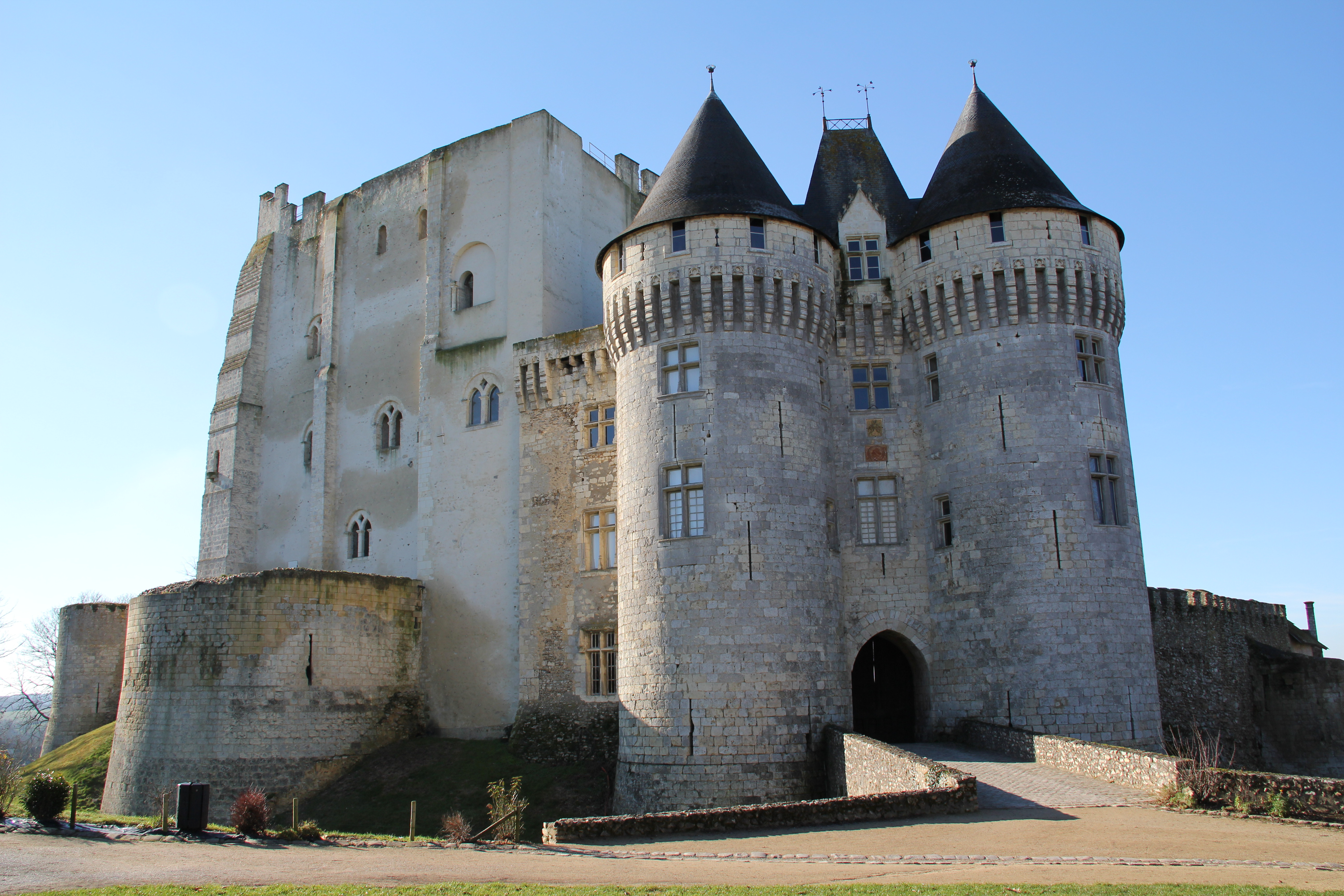
Burg (château) von Nogent-le-Rotrou

Bereits in karolingischer Zeit war im Perche eine Grafschaft (comté) eingerichtet worden. In der Mitte des 10. Jahrhunderts war das Land allerdings zwischen dem Grafen Theobald dem Betrüger von Blois und dem Normannenherzog Richard Ohnefurcht (reg. 942–996) hart umkämpft. In der Folge wurde es politisch zweigeteilt. Der westliche Teil, wo sich die Herren von Bellême etablierten, blieb unter normannischem Einfluss; der östliche Teil um Nogent-le-Rotrou aber blieb unter der Kontrolle des Grafen Theobald dem Betrüger.
Graf Theobald setzte in der Burg von Nogent seinen Vasallen Rotrou I. als Burgherren ein. Dessen Erbtochter heiratete den Herren der nördlich von Nogent gelegenen Burg Mortagne (die Herren von Mortagne werden zeitweise, aber nicht durchgängig, als Grafen bezeichnet), wodurch der größte Teil des Perche in einer Familie zusammengefasst wurde. Durch Erbschaft konnte kurzzeitig die Vizegrafschaft Châteaudun (Dunois) dazugewonnen werden, die aber bald von Erbteilung wieder eigene Wege ging. Die Herren von Nogent-Mortagne befanden sich im 12. Jahrhundert in einer ständigen Fehde gegen die Herren von Bellême. Gottfried II. führte für seinen Besitz als erster den Titel eines Grafen von Perche (comte du Perche), der von seinen Nachfolgern weitergeführt wurde.

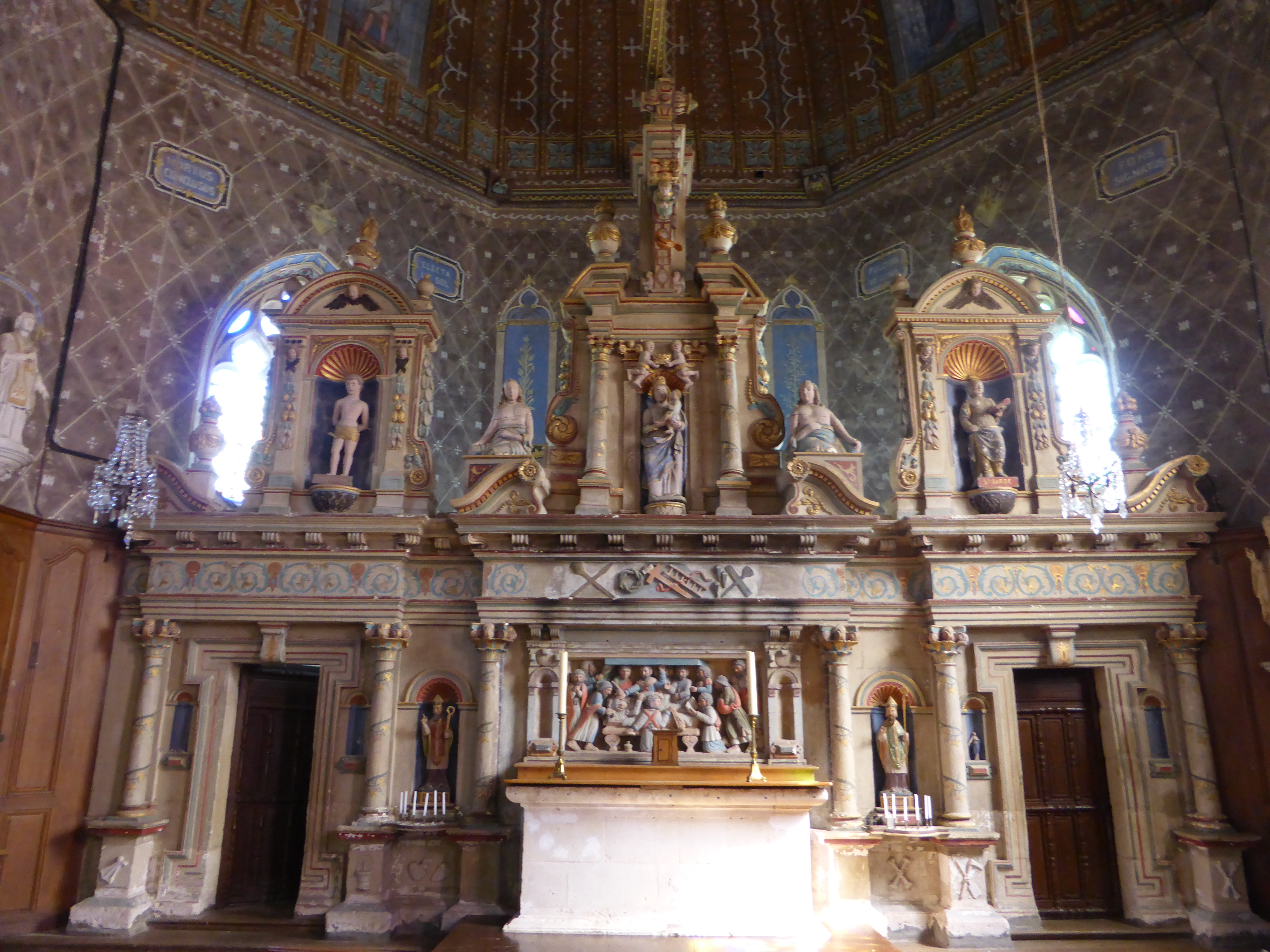
Combres – Lettner der Apsis

Nachdem das Grafenhaus ausgestorben war (1227), wurde der Perche in die Krondomäne (Domaine royal) überführt. Prinz Peter (Sohn von König Ludwig IX.) erhielt den Perche und die Grafschaft Alençon im Jahr 1269 als Apanage, die aber 1283 wieder in die Domaine royal zurückgeholt wurde. Ab dem Jahr 1293 gehörte der Perche der Nebenlinie des Hauses Valois von Alençon, die 1525 mit Herzog Karl IV. von Alençon ausstarb.
Im 17. Jahrhundert wanderten viele Menschen aus dem Perche nach Kanada aus, wo ihre Nachkommen bis heute einen wesentlichen Teil der frankokanadischen Bevölkerung ausmachen.

## Sehenswürdigkeiten
Die Burg (château) von Nogent-le-Rotrou ist die größte Attraktion des Perche. Die meisten Dorfkirchen sind ehemalige Prioratskirchen romanischen Ursprungs, doch wurden sie meist in den Kriegen des 14., 15. und 16. Jahrhunderts geplündert und/oder in großen Teilen zerstört und neu erbaut: Viele haben Tonnengewölbe aus Holz mit Zugankern an der Basis; einige Holzgewölbe sind ornamental bemalt (z. B. Combres, La Croix-du-Perche u. a.). Die Apsiden vieler Kirchen wurden im 17./18. Jahrhundert durch einen Lettner unterteilt, hinter welchem sich die Sakristei befindet.
| - Hervé I., Graf, Herr von Mortagne, um 941/955 - Hervé II., Graf, Herr von Mortagne, um 974/980 |  | - Rotrou I., Graf von Nogent, um 960/996 - Mélisende, Gräfin von Nogent, dessen Tochter |

- Fulcois, um 1000

Fulcois war wahrscheinlich ein Sohn von Vizegraf Gottfried I. von Châteaudun und Neffe von Hervé II. von Mortagne. Er trat das Erbe seines Onkels an, während in Châteaudun sein älterer Bruder Hugo I. nachfolgte. Durch Fulcois Heirat mit Mélisende vereinte er Mortagne und Nogent in seiner Familie.

## Herren von Mortagne und Nogent (Haus Châteaudun)
- Gottfried I. († 1039/40), Herr von Nogent und Mortagne, wahrscheinlich Sohn von Fulcois und Mélisende (als Gottfried II., Vizegraf von Châteaudun)
- Hugo I. († 1042/44), Herr von Nogent, Graf von Mortagne, dessen Sohn (als Hugo II., Vizegraf von Châteaudun)
- Rotrou II. († wohl 1080), Herr von Nogent, Graf von Mortagne, dessen Bruder (als Rotrou I., Vizegraf von Châteaudun)

## Grafen von Le Perche

### Haus Châteaudun

Gräfliches Wappen

- Gottfried II. († um 1100) Herr von Nogent, Graf von Mortagne, nach 1090 erster Graf von Le Perche, dessen Sohn (Châteaudun erhält sein Bruder Hugo III.)
- Rotrou III. der Große († gefallen 1144 vor Rouen), Graf von Le Perche
- Stephan von Perche (* nach 1137; † 1169), Kanzler von Sizilien und Elektbischof von Palermo, vermutlich Sohn von Rotrou III.
- Rotrou IV. († 1191), Graf von Le Perche, Sohn von Rotrou III.
- Stephan von Le Perche († 1205), Kreuzritter, Sohn von Rotrou IV.
- Gottfried III. († 1202), Graf von Le Perche, Sohn von Rotrou IV.
- Thomas († gefallen 1217 vor Lincoln), Graf von Le Perche, Sohn von Gottfried III.
- Wilhelm († 1226), Bischof von Châlons, 1217 Graf von Le Perche, Bruder von Gottfried III.

### Kapetinger
- Peter I., Graf von Le Perche 1269–1284

Provinzen Frankreichs (1477). Le Perche südlich der Normandie in kräftigem Blau.

### Haus Valois-Alençon
- Karl I. von Valois, Graf von Le Perche 1293–1325
- Karl II., Graf von Alençon und Le Perche 1326, † 1346.
- Robert, † 1377, 1361 Graf von Le Perche, Sohn Karls II.
- Peter II. (Pierre II.), † 1404, 1361 Graf von Alençon, 1377 Graf von Porhoet und Le Perche, dessen Bruder
- Johann I. der Weise (Jean I. le Sage) (X 1415 in der Schlacht von Azincourt) 1396 Graf von Le Perche, 1404 Graf und 1414 Herzog von Alençon, dessen Sohn
- Pierre (* 1407, † 1408) Graf von Le Perche, dessen Sohn
- René, † 1492, 1476 Herzog von Alençon, Graf von Le Perche, dessen Bruder
- Karl IV. (Charles IV.), † 1525, wohl 1489 Graf von Le Perche, 1492 Herzog von Alençon, 1497 souveräner Graf von Armagnac und Rouergue, Graf von Rodez, 1517 Herzog von Berry, dessen Sohn